# Bamberk
Bamberk (německy Bamberg, staroněmecky Babenberg) je starobylé město ležící v úrodném údolí mezi dvěma rameny řeky Regnitz v Bavorsku v jihovýchodní části Německa. Žije zde přibližně 81 tisíc obyvatel. Historické jádro je od roku 1993 součástí světového kulturního dědictví UNESCO. 

## Dějiny

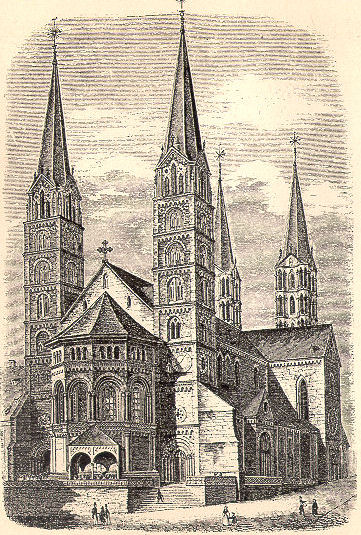
Dóm

První zmínky o Bamberku jako o hradu ve vlastnictví rodu Babenberků pocházejí již z roku 902, ale předpokládá se zde starší, snad již keltské osídlení na vrcholu Altenburg. V době stěhování národů odsud Slovani vytlačili Germány. Nejstaršími bamberskými památkami jsou pískovcové kamenné plastiky, znázorňující mužské postavy. Jejich datace není jednotná: pohybuje se od pravěkého původu do 1. tisíciletí našeho letopočtu. Nalezeny byly v 19. století. Později však byla zdejší krajina znovu osídlena germánským obyvatelstvem. Roku 903 Babenberkové v boji s franskými Konrádovci o Bamberk přišli a město později připadlo královské koruně.
Roku 973 udělil císař Ota II. Bamberk svému bratranci, bavorskému vévodovi Jindřichu Svárlivému. Jeho syn, římský král a později císař Jindřich II., založil roku 1007 v Bamberku biskupství. Zároveň zde začal stavět císařskou falc a honosný Dóm (od roku 1004). Předpokládá se, že si Bamberk zvolil za své sídelní město. Biskupství bylo původně podřízeno přímo papeži. Později se biskupové stali pány města a nic na tom nezměnila ani měšťanská povstání (největší proběhlo roku 1435), město svobodu nezískalo. Zpočátku se zde úspěšně rozvíjel dálkový obchod, Bamberští měli obchodní kontakty v Porýní i v Čechách (z Norimberka přes Bamberk do Tachova vedla Zlatá cesta), ve 13. století je však o jejich postavení v tranzitu připravil Norimberk.
Biskupská moc byla oslabena v době nástupu reformace. Za třicetileté války město zůstalo na straně Katolické ligy a bylo v letech 1631–1648 obsazeno švédskými vojsky (tehdy biskupství dočasně zaniklo). Těsně předtím, mezi léty 1625–1631, ve městě a jeho okolí proběhla série brutálních čarodějnických procesů, za něž nesl zodpovědnost bamberský biskup Jan Jiří z Dornheimu. Přesný počet obětí není znám, podle odhadů a neúplných dokumentů mohlo jít přibližně o tisícovku popravených či umučených osob, převážně žen. Po válce nastala pro Bamberk doba vrcholného kulturního rozkvětu. V roce 1647 byla založena jezuitská kolej a její akademie – nynější univerzita Otto-Friedricha.
Pod vedením biskupů z rodu Schönbornů došlo v první polovině 18. století k rozsáhlé výstavbě ve stylu baroka a barokizaci interiérů středověkých kostelů. Jako stavitelé působili tehdy v biskupských službách čtyři bratři Dientzenhoferové (pátý Christoph zůstal trvale v Čechách, kam se bratři vypravili na zkušenou).
Roku 1801 připadl Bamberk po ujednání francouzsko-rakouského míru v Lunéville Bavorsku jako kompenzace za ztrátu Rýnské Falce. Roku 1802 bylo město obsazeno vojáky a biskup se podřídil. Jeho úřad byl dočasně zrušen. Začlenění bamberského území do Bavorského království potvrdil na svém jednání Vídeňský kongres v letech 1814–1815. Roku 1817 bylo bamberské biskupství povýšeno na arcibiskupství. Do nové arcidiecéze byla začleněna biskupství ve Würzburgu, Špýru a Eichstättu.

## Pamětihodnosti
Bamberk, který bývá taky nazýván Francký Řím, se rozkládá na sedmi pahorcích a v údolí mezi rameny řeky Regnitz. Půvabným domkům na březích řeky, kdysi obývaným rybáři, se říká „Malé Benátky“ (Klein Venedig). V jeho historické měšťanské části (Bürgerstadt) jsou domy natěsnány na sebe a město je protkáno sítí křivolakých uliček. Bamberg má i světovou raritu v podobě původně gotické stavby radnice, stojící na mostě uprostřed řeky. Radnice byla v polovině 18. století přestavěna v barokním stylu. Nedaleko Staré radnice stojí prstencová stavba zámku Geyerswörth s věží.
Dominantou biskupské části města (Bischofsstadt) je Dóm postavený v románsko-gotickém slohu (jedná se o třetí chrám z let 1211–1237, předchozí dva shořely) se čtyřmi štíhlými věžemi a interiérem s překrásnou gotickou výzdobou. Světoznámá je jezdecká socha v životní velikosti z první poloviny 13. století (tzv. Bamberger Reiter), která představuje neznámého muže, ideál středověkého rytíře. Soudí se, že by mohlo jít o uherského krále sv. Štěpána I., švagra císaře Jindřicha II. Domněnky, že by mohlo jít o samotného Jindřicha II. nebo tehdy vládnoucího císaře Fridricha II. Štaufského vyvrací ta skutečnost, že jezdec sedí na ryzáku se zbytky inkrustace a císař jezdil vždy na bělouši. Navíc i koruna není císařská, ale královská. Interiér katedrály je pozoruhodný také tím, že má dva chóry s oltáři. Západní je zasvěcený sv. Petrovi a jsou v něm uloženy ostatky papeže Klementa II. Jedná se o jediný papežský hrob severně od Alp. Dále je zde východní chór s oltářem sv. Jiří a před chórem hrobka s ostatky jediného svatořečeného panovnického páru, císaře Jindřicha II. a jeho manželky Kunhuty. Ve východní kryptě se nachází sarkofág s rakví dalšího německého krále, Konráda III., který v Bamberku zemřel.
Na náměstí před dómem naproti Starému knížecímu dvoru (Alte Hofhaltung) ze 16. století nechal kníže-biskup Lothar Franz von Schönborn na přelomu 17. a 18. století postavit skvostnou barokní Novou rezidenci (Neue Residenz). V reprezentativních prostorách Nové rezidence má dnes sídlo bamberská pobočka státní galerie, a tak zde návštěvníci mohou obdivovat díla starých mistrů i zámecké sály vyzdobené překrásnými štuky.
V roce 1647 byla v Bamberku založena akademie, která byla roku 1803 zrušena a později znovu obnovena – dnes Otto-Friedrichova univerzita v Bamberku.

## Osobnosti města
- Christopher Clavius (1537/1538–1612), matematik, astronom a jesuita
- Johannes Junius (1573–1628), purkmistr v Bambergu, který se proslavil dopisem z vězeňské cely napsaným když očekával popravu za čarodějnictví
- Georg Wilhelm Friedrich Hegel (1770–1831), filosof
- Maxmilián Josef Bavorský (1808–1888), bavorský vojvoda, mecenáš bavorské lidové hudby
- Ota I. Řecký (1815–1867), bavorský princ, první moderní král Řeckého království
- Wilhelm Emil Messerschmitt (1898–1978), letecký konstruktér a průmyslník
- Annette von Aretin (1920–2006), první bavorská televizní hlasatelka
- Karlheinz Deschner (1924–2014), spisovatel a kritik náboženství
- Hans Wollschläger (1935–2007), spisovatel, překladatel, historik a filolog
- Ulrich Beck (1944–2015), sociolog

## Partnerská města
- Bedford, Spojené království
- Feldkirchen in Kärnten, Rakousko
- Nagaoka, Japonsko
- Ostřihom, Maďarsko
- Praha 1, Česko[4]
- Rodez, Francie
- Villach, Rakousko

## Galerie

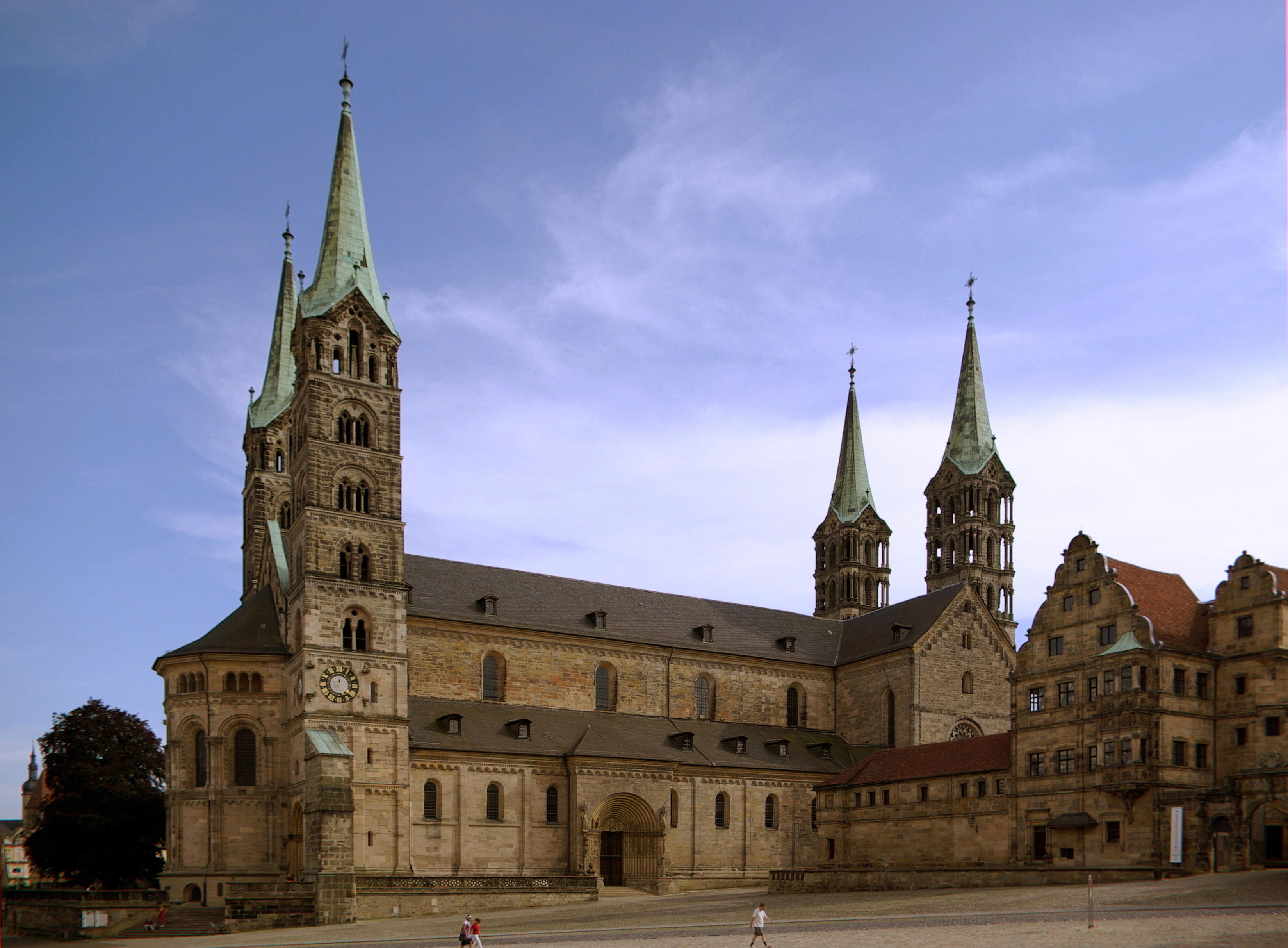
Dóm.
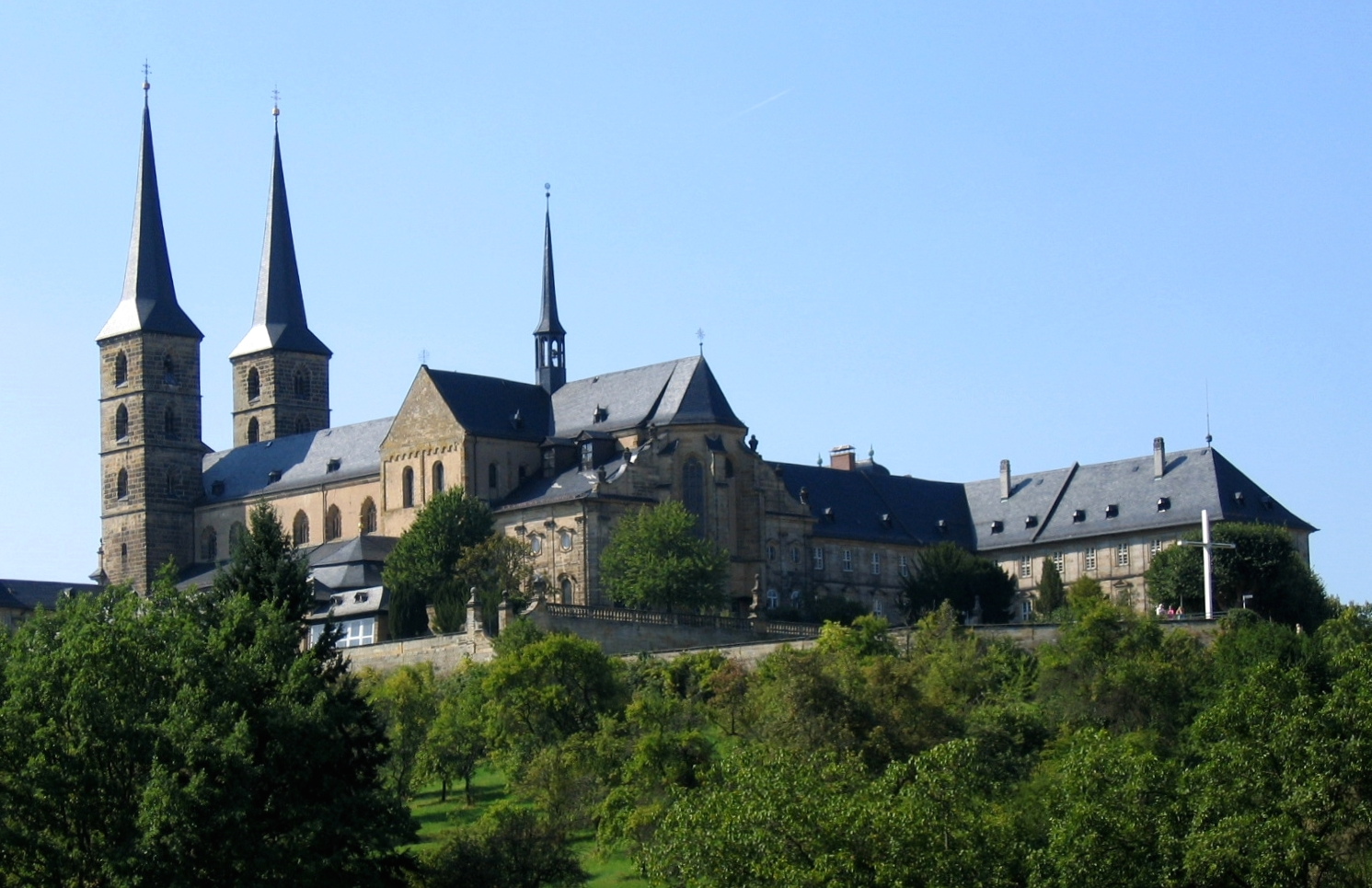
Kostel sv. Michaela a bývalé benediktinské opatství.
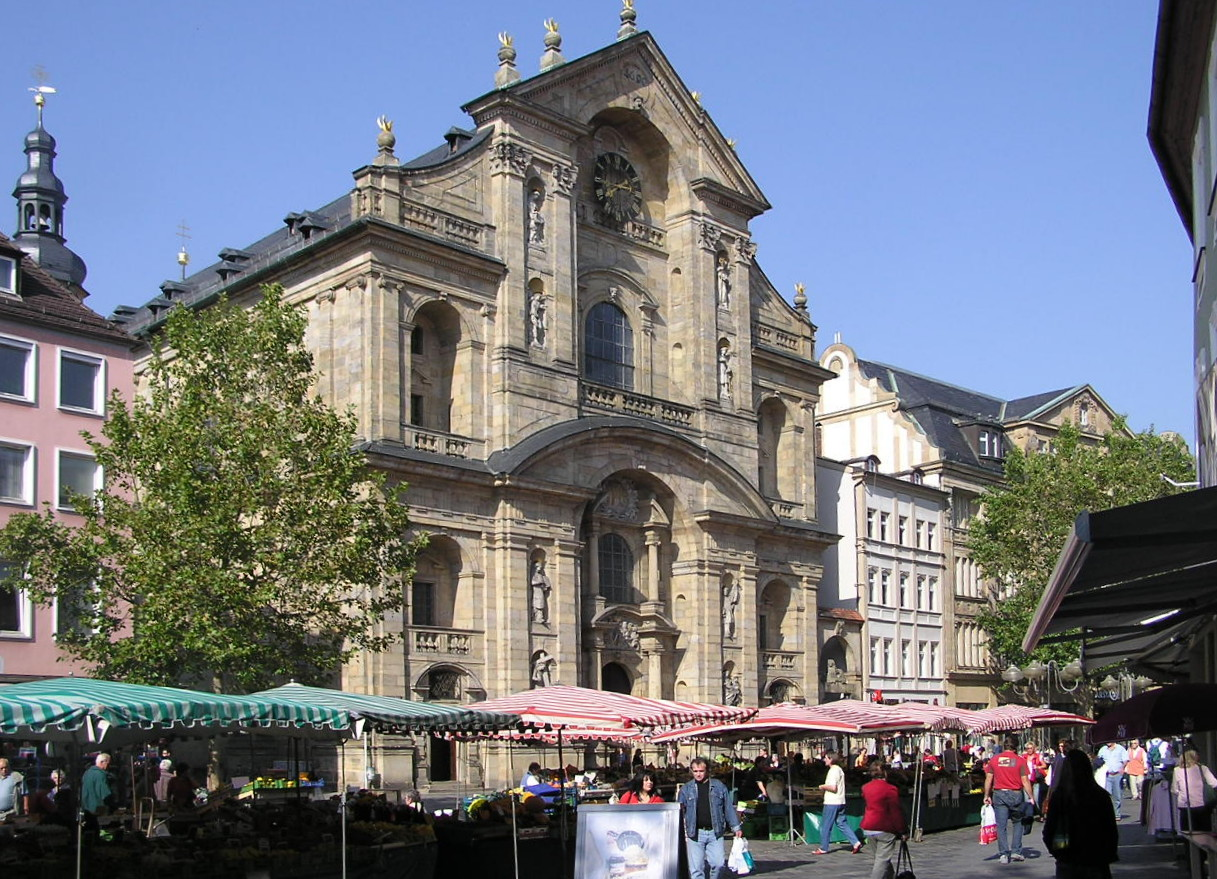
Kostel sv. Martina.
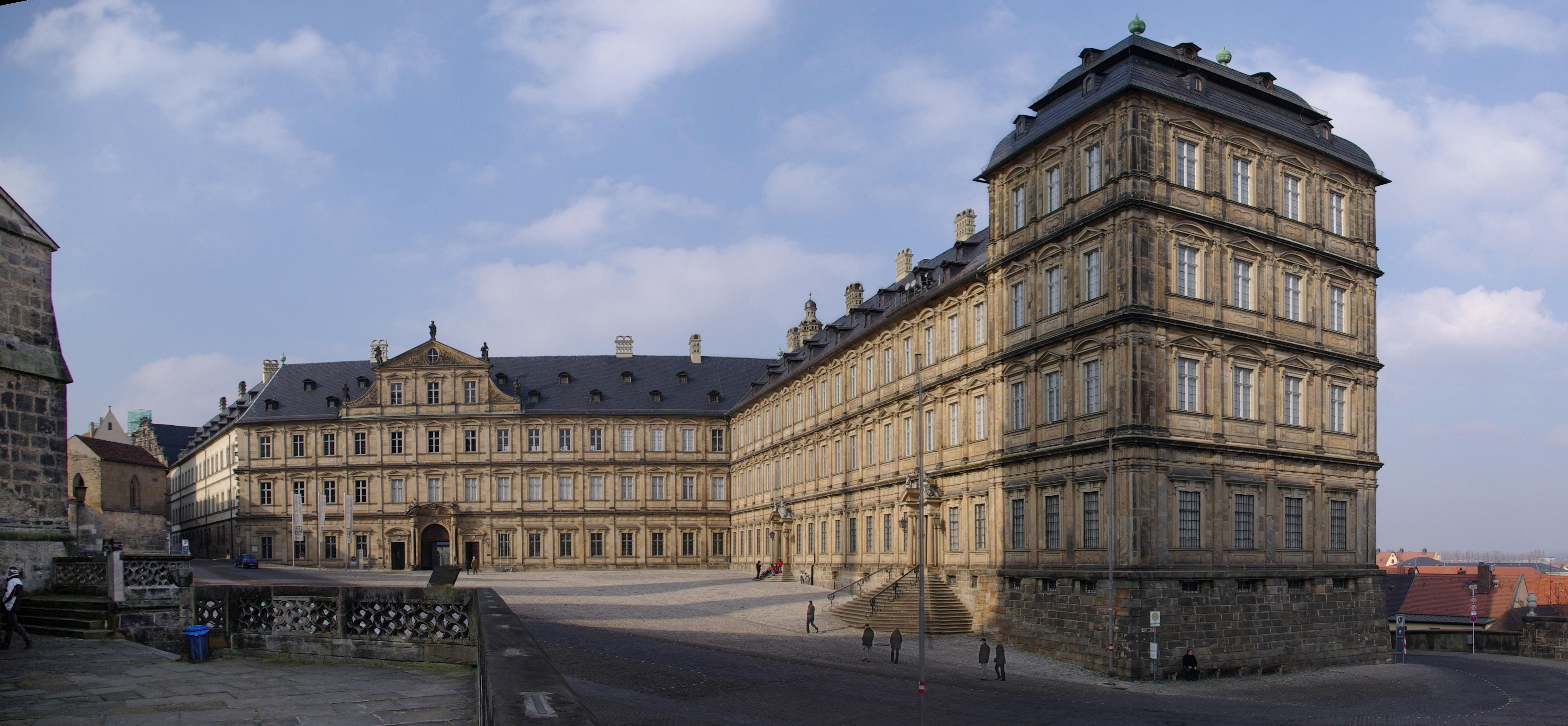
Nová rezidence.
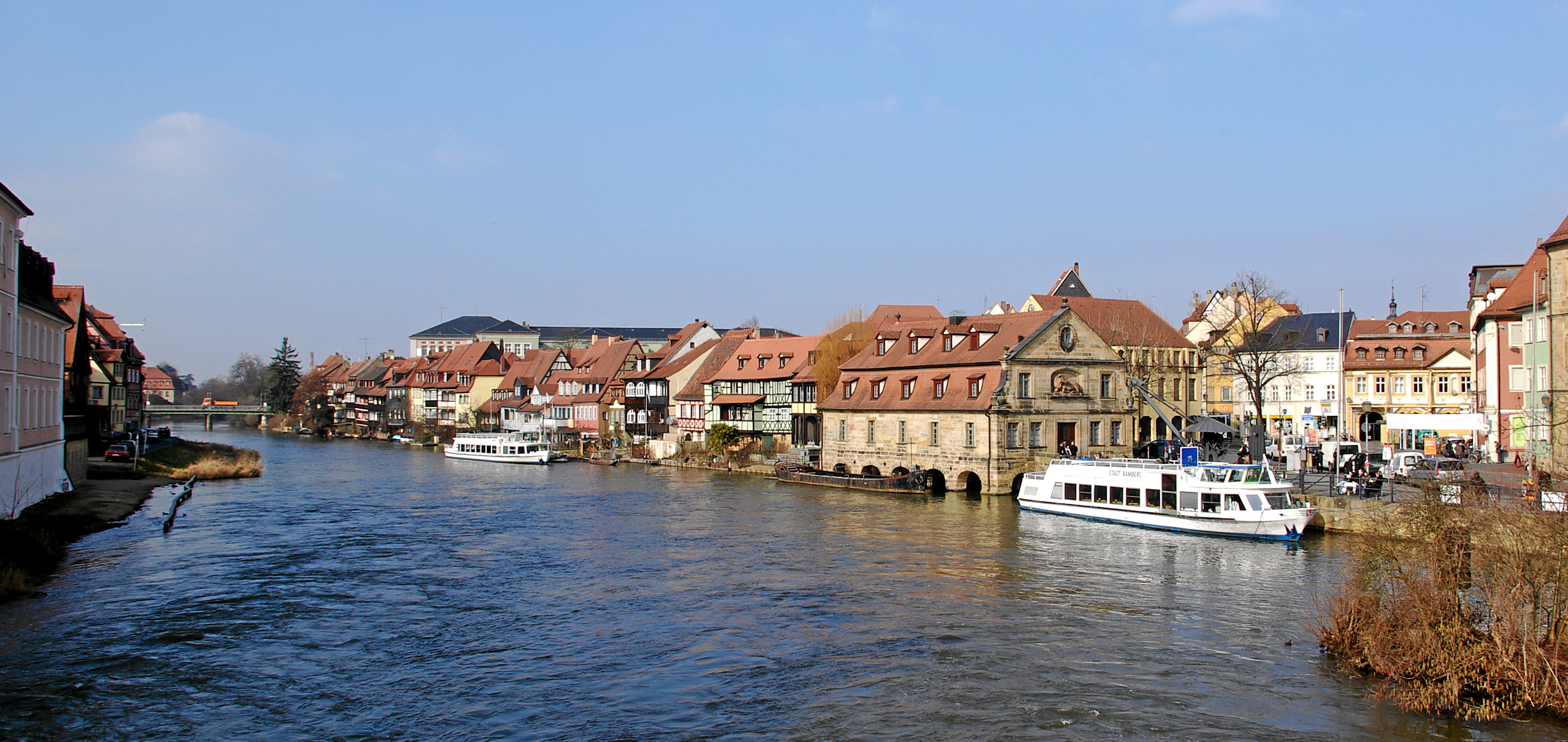
Malé Benátky.